# Długość krzywej

Przybliżanie krzywej za pomocą łamanej

Przykład krzywej prostowalnej – da się ją przekształcić w odcinek prostoliniowy, a jego długość nazywa się długością krzywej

Wybrane przybliżenia krzywej Peana. Dla granicznej krzywej nie da się określić długości – krzywa Peana nie jest prostowalna

Długość krzywej – dodatnia wielkość związana z niektórymi krzywymi; uogólnienie długości odcinków i długości łamanych na niektóre inne linie. Są nazywane prostowalnymi lub rektyfikowalnymi, a ich dokładne definicje podano w dalszych sekcjach.
Pojęcie krzywej jest tu rozumiane szeroko – mogą to być linie na płaszczyźnie w jej podstawowym, euklidesowym znaczeniu, linie w trójwymiarowej przestrzeni tego typu, ale też linie w bardziej ogólnych przestrzeniach euklidesowych dowolnego wymiaru. Krzywe i ich długości w najszerszym znaczeniu są definiowane metodami matematyki wyższej, konkretniej analizy i topologii. W tych dziedzinach mówi się o przestrzeniach metrycznych – w tym kontekście pojawia się ogólne pojęcie odległości, którym definiuje się długość.
Zarówno w najprostszych przypadkach, jak i tych najbardziej abstrakcyjnych, krzywe da się przybliżać za pomocą linii łamanych. Polega to na wyborze skończonej liczby punktów krzywej i na odpowiednim połączeniu tych punktów odcinkami, zwanymi cięciwami. Im więcej cięciw ma odpowiednia łamana, tym dokładniej przybliży krzywą, a dla każdej łamanej da się określić długość. Ten zbiór długości przybliżeń może mieć kres górny, inaczej supremum – to właśnie ta graniczna wartość jest nazywana długością krzywej. Nie wszystkie krzywe mają tę własność –  taka granica może nie istnieć. Krzywe nieprostowalne występują m.in. w najprostszym kontekście, czyli na płaszczyźnie euklidesowej – długości nie mają m.in. krzywa Peana, krzywa Kocha i niektóre inne fraktale.
Długości krzywych są rozważane od antyku. Przykładowo problem długości okręgu badano w starożytnym Egipcie całe tysiąclecia przed naszą erą (p.n.e.), co doprowadziło do pojęcia liczby pi (π). W nowożytności stworzono nowe działy matematyki jak geometria analityczna i analiza rzeczywista, które umożliwiły postęp w takich badaniach. Pierwsza z nich wprowadziła opis niektórych krzywych przez równania i wykresy funkcji, a druga z nich – pojęcie całki. Dla niektórych krzywych opisanych wzorami długość jest obliczana właśnie przez całki.

## Definicja długości krzywej w przestrzeni euklidesowej
Na krzywej {\displaystyle C} zadajemy {\displaystyle n+1} punktów {\displaystyle a_{0},a_{1},\dots ,a_{n-1},a_{n},} ustawionych kolejno wzdłuż krzywej zaczynając od jej jednego końca i poruszając się do drugiego końca, przy czym punkty {\displaystyle a_{0}} oraz {\displaystyle a_{n}} umieszcza się odpowiednio na początku i na końcu krzywej. Niech {\displaystyle L_{C}(n)} oznacza sumę długości odcinków łamanej, wyznaczonej przez punkty {\displaystyle a_{i},i=0,1,\dots ,n,} tj.
{\displaystyle L_{C}(n)=\sum _{i=1}^{n}\left|a_{i-1}a_{i}\right|,}
gdzie {\displaystyle \left|a_{i-1}a_{i}\right|} jest długością odcinka o końcach {\displaystyle a_{i-1},a_{i}.}
Jeżeli powyższa suma zmierza do ustalonej granicy dla {\displaystyle n} rosnącego do nieskończoności, to graniczną wartość {\displaystyle L_{C}} tej sumy nazywamy długością krzywej {\displaystyle C,}, tj.
{\displaystyle L_{C}=\lim _{n\to \infty }\sum _{i=1}^{n}\left|a_{i-1}a_{i}\right|.}
Dowodzi się, że długość {\displaystyle L_{C}} krzywej nie zależy od wyboru punktów łamanych, przybliżających daną krzywą {\displaystyle C.}
Krzywą {\displaystyle C,} której można w ten sposób przypisać długość, nazywa się krzywą prostowalną (lub rektyfikowalną).
W przeciwnym wypadku krzywą nazywa się nieprostowalną (nierektyfikowalną).

## Parametryzacje krzywych

### Definicje
Efektywnego opisu krzywych dostarcza geometria analityczna. Jedną z metod opisu krzywych jest opis za pomocą równań parametrycznych.
Niech {\displaystyle C} będzie krzywą w przestrzeni euklidesowej {\displaystyle n}-wymiarowej (lub ogólnie: w przestrzeni metrycznej) {\displaystyle X.} Istnieje wtedy funkcja wektorowa jednej zmiennej {\displaystyle \gamma :[a,b]\to X,} nazywana parametryzacją, która każdej liczbie {\displaystyle t\in [a,b]} przypisuje wzajemnie jednoznacznie współrzędne kartezjańskie {\displaystyle x_{1},x_{2},\dots ,x_{n}} każdego punktu krzywej {\displaystyle C.} Oznacza to, że:
A. dla parametryzacji krzywych płaskich trzeba podać dwie funkcje parametru {\displaystyle t{:}}
{\displaystyle {\begin{cases}x=x(t)\\y=y(t)\end{cases}}}
B. dla parametryzacji krzywych w przestrzeni 3-wymiarowej trzeba podać trzy funkcje parametru {\displaystyle t{:}}
{\displaystyle {\begin{cases}x=x(t)\\y=y(t)\\z=z(t)\end{cases}}}
C. dla krzywych w przestrzeni n-wymiarowej trzeba podać {\displaystyle n} funkcji parametru {\displaystyle t{:}}
{\displaystyle {\begin{cases}x_{1}=x_{1}(t)\\x_{2}=x_{2}(t)\\\dots \\x_{n}=x_{n}(t)\end{cases}}}
W ogólności można opisywać krzywe za pomocą współrzędnych krzywoliniowych, jak współrzędne biegunowe, sferyczne itd.

### Przykłady płaskie
Elipsa

Długość łuku s spirali logarytmicznej w funkcji kata θ, będącego parametrem definiującym spiralę. Długość łuku s jest parametrem naturalnym spirali

Równania parametryczne definiujące elipsę mającej środek w początku układu współrzędnych i główną oś wzdłuż osi {\displaystyle OX,} o półosiach {\displaystyle a} oraz {\displaystyle b,} jest funkcja {\displaystyle \gamma :[0,2\pi ]\to X\equiv R^{2},} mają postać
{\displaystyle {\begin{cases}x(t)=a\sin {t}\\y(t)=b\cos {t}\end{cases}}.}
Funkcja {\displaystyle \gamma } parametrowi {\displaystyle t\in [0,2\pi )} jednoznacznie przypisuje jeden punkt {\displaystyle [x,y]} elipsy na płaszczyźnie {\displaystyle R^{2}.}
Spirala logarytmiczna
Równania parametryczne spirali logarytmicznej są następujące:
{\displaystyle {\begin{cases}x(t)=Ae^{Bt}\cos(t)\\y(t)=Ae^{Bt}\sin(t)\end{cases}},}
gdzie {\displaystyle A,\,B\in \mathbb {R} } – stałe, określające wymiary spirali, {\displaystyle t\in (-\infty ,+\infty )} – parametr krzywej.

### Przykład trójwymiarowy

Linia śrubowa prawoskrętna (cos t, sin t, t) dla t od 0 do 4π; strzałki pokazują kierunek wzrostu t

Wzór helisy położonej na powierzchni bocznej walca ma we współrzędnych kartezjańskich postać:
{\displaystyle {\begin{cases}x(t)=a\cdot \cos(t)\\y(t)=a\cdot \sin(t)\\z=k\cdot t\end{cases}},}
gdzie {\displaystyle a} jest promieniem walca, a {\displaystyle k} ilorazem prędkości ruchu punktu po tworzącej oraz prędkości kątowej obrotu walca {\displaystyle t\in (-\infty ,+\infty )} – parametr krzywej.
Jeśli {\displaystyle k>0,} linia jest prawoskrętna; jeśli {\displaystyle k<0,} linia jest lewoskrętna.

### Parametr naturalny krzywej
Jeżeli wyznaczy się zależność długości {\displaystyle s} krzywej od ustalonego punktu początkowego {\displaystyle P_{0}} do jej dowolnego punktu {\displaystyle P(s),} to za pomocą długości s można przedefiniować krzywą; wtedy {\displaystyle s} nazywa się parametrem naturalnym krzywej.

## Wzory na długości krzywych

### Krzywe płaskie – opis kartezjański
Jeśli krzywa płaska zadana jest funkcją {\displaystyle y=y(x),} która jest różniczkowalna, to rolę niezależnego parametru pełni współrzędna {\displaystyle x;} wtedy wzór na długość krzywej {\displaystyle C(x)=[x,y(x)]} ma postać:
{\displaystyle L_{C}=\int _{x_{a}}^{x_{b}}{\sqrt {1+y'(x)^{2}}}dx,}
gdzie {\displaystyle y'(x)\equiv dy/dx} – pochodna funkcji {\displaystyle y=y(x)} względem zmiennej {\displaystyle x.} Jeżeli krzywa płaska {\displaystyle C(t)=[x(t),y(t)]} jest sparametryzowana równaniami
{\displaystyle {\begin{cases}x=f(t),\\y=g(t),\end{cases}}}
gdzie funkcje {\displaystyle f} i {\displaystyle g} są różniczkowalne względem parametru {\displaystyle t,} to długość krzywej opisuje wzór:
{\displaystyle L_{C}=\int _{t_{a}}^{t_{b}}{\sqrt {x'(t)^{2}+y'(t)^{2}}}dt,}
gdzie {\displaystyle x'(t)\equiv dx/dt} oraz {\displaystyle y'(t)\equiv dy/dt} – pochodne funkcji {\displaystyle x(t)} oraz {\displaystyle y(t)} względem parametru {\displaystyle t.}

### Przykład: Obliczenie długości cykloidy

Zakreślanie cykloidy

Cykloida opisana jest równaniami parametrycznymi
{\displaystyle {\begin{cases}x(t)=r(t-\sin {t}),\\y(t)=r(1-\cos {t}),\end{cases}}}
gdzie {\displaystyle r>0} jest promieniem toczącego się koła; jeden łuk cykloidy otrzymamy dla {\displaystyle t\in [0,2\pi ].}
Tw. Długość łuku cykloidy jest równa poczwórnej średnicy toczącego się koła, tj. {\displaystyle L=8r.}
Dowód:
Pochodne funkcji {\displaystyle x(t)} oraz {\displaystyle y(t)} względem parametru {\displaystyle t} mają postać:
{\displaystyle {\begin{cases}x'(t)=r(1-\cos {t})\\y'(t)=r\sin {t}\end{cases}}}
Podstawiając powyższe wyrażenia do wzoru (2)
{\displaystyle L=\int \limits _{t_{1}}^{t_{2}}{\sqrt {(x'(t))^{2}+(y'(t))^{2}}}\;{\mbox{d}}t}
dla {\displaystyle t_{1}=0,t_{2}=2\pi } otrzymamy
{\displaystyle {\begin{aligned}L&=\int \limits _{0}^{2\pi }{\sqrt {[r(1-\cos {t})]^{2}+[r\sin {t}]^{2}}}\;{\mbox{d}}t=\int \limits _{0}^{2\pi }{\sqrt {r^{2}(1-\cos {t})^{2}+r^{2}\sin ^{2}{t}}}\;{\mbox{d}}t\\&=r\int \limits _{0}^{2\pi }{\sqrt {1-2\cos {t}+\cos ^{2}{t}+\sin ^{2}{t}}}\;{\mbox{d}}t=r\int \limits _{0}^{2\pi }{\sqrt {1-2\cos {t}+1}}\;{\mbox{d}}t\\&=r\int \limits _{0}^{2\pi }{\sqrt {2-2\cos {t}}}\;{\mbox{d}}t=r\int \limits _{0}^{2\pi }{\sqrt {2(1-\cos {t})}}\;{\mbox{d}}t.\end{aligned}}}
Korzystając ze wzoru trygonometrycznego na różnicę kosinusów
{\displaystyle 1-\cos {t}=2\sin ^{2}{\tfrac {t}{2}},}
otrzymamy
{\displaystyle L=r\int \limits _{0}^{2\pi }{\sqrt {4\sin ^{2}{\tfrac {t}{2}}}}\;{\mbox{d}}t=2r\int \limits _{0}^{2\pi }|\sin {\tfrac {t}{2}}|\;{\mbox{d}}t.}
W granicach całkowania {\displaystyle t\in [0,2\pi ]} wyrażenie {\displaystyle \sin t/2} jest nieujemne, stąd otrzymujemy ostatecznie równość
{\displaystyle L=2r\int \limits _{0}^{2\pi }\sin {\tfrac {t}{2}}\;{\mbox{d}}t=2r\left(-2\cos {\tfrac {t}{2}}\right){\bigg |}_{0}^{2\pi }=8r,cnd.}

### Krzywe płaskie – opis biegunowy
We współrzędnych biegunowych: jeżeli krzywa płaska jest wyrażona za pomocą współrzędnych biegunowych, tj. {\displaystyle C(t)=[r(t),\phi (t)],} to wzór na długość krzywej ma postać:
{\displaystyle L_{C}=\int _{t_{1}}^{t_{2}}{\sqrt {\left({\frac {dr}{dt}}\right)^{2}+r^{2}\left({\frac {d\phi }{dt}}\right)^{2}\,}}dt=\int _{\phi (t_{1})}^{\phi (t_{2})}{\sqrt {\left({\frac {dr}{d\phi }}\right)^{2}+r^{2}\,}}d\phi .}
Drugie wyrażenie odpowiada przypadkowi, gdy parametr jest równy współrzędnej kątowej, tj. {\displaystyle t=\phi ;} wtedy {\displaystyle r=r(\phi ).}

### Krzywe w trójwymiarze – opis walcowy
We współrzędnych walcowych wzór na długość krzywej  ma postać:
{\displaystyle L_{C}=\int _{t_{1}}^{t_{2}}{\sqrt {\left({\frac {dr}{dt}}\right)^{2}+r^{2}\left({\frac {d\theta }{dt}}\right)^{2}+\left({\frac {dz}{dt}}\right)^{2}\,}}dt.}

### Krzywe w trójwymiarze – opis sferyczny
Niech będzie dana krzywa {\displaystyle \mathbf {C} (t)=[r(t),\theta (t),\phi (t)]} zdefiniowana za pomocą równań parametrycznych w układzie współrzędnych sferycznych, gdzie {\displaystyle \theta } jest kątem mierzonym od dodatniej półosi {\displaystyle z} oraz {\displaystyle \phi } kątem azymutalnym. Między współrzędnymi sferycznymi a kartezjańskimi zachodzą zależności
{\displaystyle \mathbf {x} (r,\theta ,\phi )=(r\sin \theta \cos \phi ,r\sin \theta \sin \phi ,r\cos \theta ).}
Stąd wyprowadza się wzór na długość krzywej we współrzędnych sferycznych:
{\displaystyle L_{C}=\int _{t_{1}}^{t_{2}}{\sqrt {\left({\frac {dr}{dt}}\right)^{2}+r^{2}\left({\frac {d\theta }{dt}}\right)^{2}+r^{2}\sin ^{2}\theta \left({\frac {d\phi }{dt}}\right)^{2}\,}}dt.}

## Długości krzywych w przestrzeniach nieeuklidesowych
Przestrzenie nieeuklidesowe – to przestrzenie metryczne, stanowiące uogólnienie pojęcia przestrzeni euklidesowej, w ogólności {\displaystyle n}-wymiarowe. Przestrzenie takie opisuje np. szczególna teoria względności oraz ogólna teoria względności Einsteina.
Odległość infinitezymalna między punktami: długość wektora {\displaystyle d\mathbf {x} =(dx^{1},\dots ,dx^{n})} łączącego punkt {\displaystyle \mathbf {x} =(x^{1},\dots ,x^{n})} z infinitezymalnie odległym punktem {\displaystyle \mathbf {y} =\mathbf {x} +d\mathbf {x} } zadana jest wzorem
{\displaystyle |d\mathbf {x} |={\sqrt {\sum _{i,j=1}^{n}g_{ij}(\mathbf {x} )dx^{i}dx^{j}}},}
gdzie {\displaystyle g_{ij}(\mathbf {x} ),i,j=1,\dots ,n} to współrzędne tensora metrycznego (będące funkcjami położenia {\displaystyle \mathbf {x} }).
Długość krzywej
Jeżeli krzywa {\displaystyle \gamma } dana jest przez {\displaystyle n} równań parametrycznych
{\displaystyle \mathbf {x} (t)=[x^{1}(t),\dots ,x^{n}(t)],\quad t\in \langle a,b\rangle }
gdzie {\displaystyle \mathbf {x} (a)=\mathbf {x} _{a},\,\,\mathbf {x} (b)=\mathbf {x} _{b}} – punkty początkowy i końcowy krzywej, to wektor infinitezymalnego przemieszczenia {\displaystyle d\mathbf {x} (t)} wzdłuż krzywej ma postać
{\displaystyle d\mathbf {x} (t)=\left[{\frac {dx^{1}}{dt}},\dots ,{\frac {dx^{n}}{dt}}\right]dt.}
Długość infinitezymalnego przemieszczenia jest pierwiastkiem z iloczynu skalarnego wektora {\displaystyle d\mathbf {x} (t)} z samym sobą, tj.
{\displaystyle |d\mathbf {x} (t)|={\sqrt {\sum _{i,j=1}^{n}g_{ij}(\mathbf {x} (t)){\frac {dx^{i}(t)}{dt}}{\frac {dx^{j}(t)}{dt}}}}\,\,dt.}
Długość łuku krzywej {\displaystyle \gamma } jest równa całce z długości tych infinitezymalnych przemieszczeń, tj.
{\displaystyle L_{C}=\int \limits _{a}^{b}|d\mathbf {x} (t)|,}
czyli ostatecznie mamy
{\displaystyle L_{C}=\int \limits _{a}^{b}{\sqrt {\sum _{i,j=1}^{n}g_{ij}(\mathbf {x} (t)){\frac {dx^{i}(t)}{dt}}{\frac {dx^{j}(t)}{dt}}}}\,\,dt.}
Uwaga:
Wyżej podane wzory na długości łuku krzywej w przestrzeniach 2D i 3D są szczególnymi przypadkami powyższego, ogólnego wzoru. Mianowicie:
(a) w układzie współrzędnych biegunowych tensor metryczny ma niezerowe elementy, a przy tym niezależne od wektora wodzącego {\displaystyle \mathbf {x} (t)=[r(t),\phi (t)]} (por. Przykłady obliczeń tensora metrycznego)
{\displaystyle g_{11}=1,\quad g_{22}=r}
– stąd wynika wzór (3) na długość łuku krzywej w tym układzie współrzędnych,
(b) w układzie współrzędnych sferycznych tensor metryczny ma niezerowe elementy, a przy tym niezależne od wektora wodzącego {\displaystyle \mathbf {x} (t)=[r(t),\theta (t),\phi (t)]}
{\displaystyle g_{11}=1,\quad g_{22}=r,\quad g_{33}=r\sin(\theta )}
– stąd wynika wzór (1) na długość łuku krzywej w tym układzie współrzędnych,
(c) w układzie współrzędnych cylindrycznych tensor metryczny ma niezerowe elementy, a przy tym niezależne od wektora wodzącego {\displaystyle \mathbf {x} (t)=[r(t),\theta (t),z(t)]}
{\displaystyle g_{11}=1,\quad g_{22}=r,\quad g_{33}=1}
– stąd wynika wzór (2) na długość łuku krzywej w tym układzie współrzędnych.